# 施陶登海姆
施陶登海姆是德国莱茵兰-普法尔茨州的一个市镇。总面积11.48平方公里，总人口1459人，其中男性719人，女性740人（2011年12月31日），人口密度127人/平方公里。